# V692 Возничего
V692 Возничего (лат. V692 Aurigae) — одиночная переменная звезда в созвездии Возничего на расстоянии приблизительно 4382 световых лет (около 1344 парсеков) от Солнца. Видимая звёздная величина звезды — от +14,57m до +14,5m.

## Характеристики
V692 Возничего — оранжевая вращающаяся переменная звезда типа BY Дракона (BY) спектрального класса K. Радиус — около 3,8 солнечных, светимость — около 4,061 солнечных. Эффективная температура — около 4200 K.